# Октябрська Готня
Октябрська Готня (рос. Октябрьская Готня) — село у Борисовському районі Бєлгородської області Російської Федерації.
Населення становить 336  осіб. Входить до складу муніципального утворення Октябрьсько-Готнянське сільське поселення.

## Історія
Населений пункт розташований у східній частині української суцільної етнічної території — східній Слобожанщині.
Згідно із законом від 20 грудня 2004 року № 159 від 1 січня 2006 року органом місцевого самоврядування було Октябрьсько-Готнянське сільське поселення.

## Населення
| 2002 | 2010 |
| ---- | ---- |
| 361  | ↘336 |